# Івонне Бютер
Івонне Бютер (нід. Yvonne Buter, 18 березня 1959) — нідерландська хокеїстка на траві.
Бронзова призерка Олімпійських Ігор 1988 року.
Чемпіонка Європи 1987 року.
Переможниця Трофею чемпіонів 1987 року.